# Коркунов, Владимир Владимирович
Влади́мир Влади́мирович Коркуно́в (род. 18 марта 1984, Кимры, Калининская область, СССР) — российский поэт, переводчик, литературный критик, редактор, журналист. Кандидат филологических наук.

## Биография
Окончил Московский государственный университет приборостроения и информатики, затем — Литературный институт имени А.М. Горького. В 2015 году защитил диссертацию «Кимрский локальный текст в русской литературе» (Тверской государственный университет, научный руководитель А.Ю. Сорочан). 
В 2018—2019 гг. соредактор журнала «Контекст» (совместно с Екатериной Деришевой). В 2019-2021 годах — соредактор журнала «Paradigma» (совместно с Анной Грувер). 
Стихи и переводы публиковались в журналах «Новое литературное обозрение», «Цирк “Олимп”+TV», «TextOnly», «Лиterraтура», «Воздух», «Флаги», «ГРЁЗА», «Ф-письмо», «Дискурс», «Гвидеон», «Арион», «Иностранная литература», «Волга», «Двоеточие»; в альманахе «Артикуляция»; в антологиях «Raza de actiune» и «Современный русский свободный стих»; сборнике Insula timpului. 4 Poeți Din Ucraina Și Rusia (совместно с Галиной Рымбу, Екатериной Деришевой и Лесиком Панасюком; перевод на румынский Ивана Пилкина), на порталах «Солонеба», Litcentr, «Полутона» и др. 

В 2019 году в издательстве «Русский Гулливер» вышла книга стихотворений Владимира Коркунова «Кратковременная потеря речи». В предисловии к сборнику Андрей Тавров написал: 
В стихах В. Коркунова доминирует не концепт, не метод — от них исходит сила сдержанного страдания, непонятное, на первый взгляд, но ясно ощущаемое присутствие нестерпимой красоты, стремление жить и любить в этом «мире после хлороформа», очистительное переживание пассионарного соучастия в метаморфозах вещей и имен. И это не метод, это обнаженное присутствие самой жизни.
Как литературный критик Владимир Коркунов публиковался в журналах «Новый мир», «Новое литературное обозрение», «Знамя», «Волга», «Вопросы литературы», «Homo Legens» и др.
Стихи переводились на английский, польский, украинский и румынский языки.
Автор многочисленных интервью с писателями, в первую очередь «актуального» сегмента литературы: Александром Скиданом, Марией Галиной, Дмитрием Кузьминым, Андреем Сен-Сеньковым, Хельгой Ольшванг, Анной Грувер, Гали-Дана Зингер, Андреем Тавровым, Олегом Лекмановым, Евгенией Сусловой, Денисом Ларионовым, Татьяной Ретивовой, Данилой Давыдовым, Марией Малиновской, Ольгой Балла, Борисом Ореховым, Аллой Горбуновой, Юрием Бит-Юнаном и Давидом Фельдманом, Александром Вепрёвым, Василием Бородиным, Геннадием Каневским, Дарьей Суховей, Ольгой Брагиной, Анной Голубковой и др.
Во время работы в журнале «Лиза» (2016-1018 гг.) взял интервью у многих артистов эстрады, актёров и писателей: Дианы Арбениной, Светланы Сургановой, Ани Лорак, Лолиты, Лизы Арзамасовой, Дарьи Донцовой, Александры Марининой, Хелависы, Надежды Бабкиной, Дарьи Поверенновой, Елены Яковлевой, Татьяны Навки, Ксении Лавровой-Глинки, Жасмин и др.
В рамках работы в Фонде поддержки слепоглухих «Со-единение» (с 2019 г.) берёт интервью у слепоглухих людей: Александра Суворова, Натальи Кремнёвой, Алёны Капустьян, Ирины Поволоцкой и др.
Как редактор-составитель подготовил антологии «Вот они, а вот мы. Белорусская поэзия и стихи солидарности» (М.: Недовольный, 2021. — 162 с.) и «Я-тишина. Слепоглухота в текстах современных авторов» (М.: UGAR, 2021. — 360 с.).
Живёт и работает в Москве.

## Семья
- Отец: Владимир Иванович Коркунов (р. 1941) — краевед, член Союза российских писателей. Почётный гражданин Кимрского района. Принят в Союз писателей по рекомендациям Беллы Ахмадулиной, Андрея Битова и Евгения Попова[5].

- Мать: Марина Павловна Коркунова (Орешкина) (р. 1950) — журналист. Член Союза журналистов России..
- Родственник по материнской линии новомученика Михаила Болдакова (род Орешкиных), расстрелянного в 1929 году «за неподчинение приказу властей о закрытии храма Преображения»[6].

## Переводы
- Лео Бутнару «отрада и отрава» (совместный перевод с румынского Сергея Бирюкова, Владимира Коркунова и Ивана Пилкина). — М.: ЛитГОСТ, 2018
- Лесик Панасюк «Крики рук» (совместный перевод с украинского Станислава Бельского, Екатерины Деришевой, Ии Кива, Владимира Коркунова и Дмитрия Кузьмина). — Харьков: kntxt, 2018
- Лео Бутнару «Чтобы я смог пройти?» (совместный перевод с румынского Арсена Мирзаева, Игоря Лощилова, Владимира Коркунова, Сергея Бирюкова и Ивана Пилкина). — М.: ЛитГОСТ, 2019
- Анна Грувер «Демиурги в фальшивых найках». — М.: UGAR, 2020
- Ирина Сажинская «Порог сердца» (совместный перевод с украинского Станислава Бельского, Ольги Брагиной, Павла Кричевского и Владимира Коркунова). — М.-К.: UGAR, 2021
- Кристина Бандурина «Псалмы и сонники» (совместный перевод с белорусского Геннадия Каневского и Владимира Коркунова). — М.: UGAR, 2021

## Квалификационные работы
- Кимрский локальный текст в русской литературе: дис. на соиск. учен. степ. к.филол.н.: спец. 10.01.01 / Коркунов Владимир Владимирович; [ТвГУ]. — Тверь.: Б.и.: 2015.
- Кимрский локальный текст в русской литературе: автореф. дис. на соиск. учен. степ. к.филол.н.: спец. 10.01.01 / Коркунов Владимир Владимирович; [ТвГУ]. — Тверь.: Б.и.: 2015.

## Цитаты
Владимир Коркунов работает как с конкретистской и минималистической поэтиками, так и со своего рода наивным абсурдизмом; любовные мотивы трансформируются здесь в притчу о самой возможности существования, однако гротеск не приобретает макабрических форм, подразумевая приятие бытия, пусть бы и изменённого.— Данила Давыдов

Во многом подход Владимира Коркунова возвращает языки высокого модернизма с их вниманием к «вечности» и к способности исцелять хотя бы словом. Но это возвращение происходит внутри гибридных режимов чувствования актуальной эстетики, что позволяет соединить созерцание и эмпатию, открывая дорогу новым способам говорения о мире.— Алексей Масалов 

Социальная острота сказанного в документальной поэзии Коркунова неизбежно дополняется ощущением тотального абсурда и катастрофы, как это водится в documental poetry. Другая сторона его поэзии вполне лирична, хотя лиризм здесь особенный – говорящий в некотором роде дистанцируется от того, что произносит. В основе опытов Владимира Коркунова лежит перевод с политических, метафизических и телесных языков на язык поэзии. Именно осознаваемая автором позиция трансмедиатора определяет холодную ясность его текстов, и при том непреднамеренные (как бы издержка переводов, но, на самом деле, авторский прием) искажения на разных уровнях, образных, смысловых и проч.— Юлия Подлубнова

## Награды и номинации
- Грамота Союза журналистов России «За большой вклад в развитие российской журналистики» (Москва, 2008)

- Лауреат премии «Молодой Петербург» (Санкт-Петербург, 2010)[11]

- Победитель конкурса «Przygoda przychodzi sama» (Польша, 2011)[12]

- Лонг-лист премии «Дебют» (Москва, 2014)[13]

- Финалист премии «Нонконформизм» (Москва, 2016)[14]

- Лауреат премии им. И.С. Соколова-Микитова (Тверь, 2016)

- Лонг-лист Всероссийской литературно-критической премии «Неистовый Виссарион» (Екатеринбург, 2019[15], 2020[16], 2021[17], 2022[18])

- Премиальный список премии «Поэзия» (2019[19], 2020[20], 2021[21])